# Robinsonella cordata
Robinsonella cordata är en malvaväxtart som beskrevs av Joseph Nelson Rose och Baker f.. Robinsonella cordata ingår i släktet Robinsonella och familjen malvaväxter. Inga underarter finns listade i Catalogue of Life.